# Lion-Peugeot

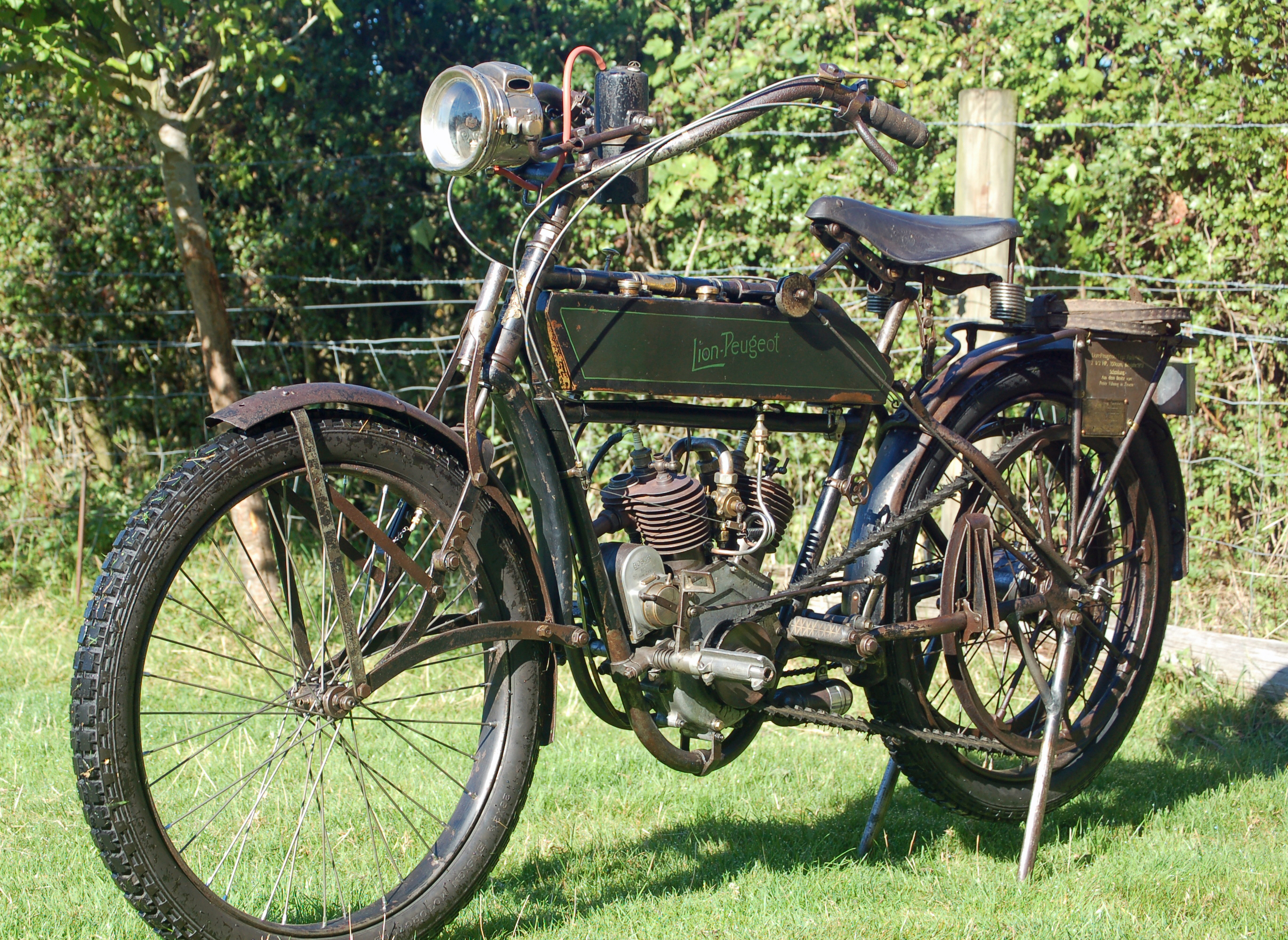
Lion-Peugeot-Motorrad

Lion-Peugeot war ein französischer Automobilhersteller.

## Unternehmensgeschichte
Jules, Pierre und Robert Peugeot gründeten 1905 das Unternehmen Les Fils des Peugeot Frères in Beaulieu bei Valentigney zur Automobilproduktion. Der Markenname lautete Lion-Peugeot. Die Konstrukteure Michaux und Kuntz waren vorher für Peugeot tätig. Lucien Verdet war Motoreningenieur und entwickelte die Zwei- und Vierzylindermotoren. 1912 schlossen sich Automobiles Peugeot und Lion-Peugeot zur Société des Automobiles et Cycles Peugeot zusammen. Der Markenname wurde noch bis 1915 oder 1916 gebraucht.

## Fahrzeuge

### Einzylindermodelle
Das Unternehmen stellte zunächst nur Kleinwagen her. Erstes Modell war der VA von 1906. Er hatte einen Einzylindermotor mit 785 cm³ Hubraum und 6 bis 7 PS Leistung. Dieses Modell war bis 1908 im Angebot. Ebenso 1906 erschienen VC und VC 1, ebenfalls mit Einzylindermotor, aber 1045 cm³ Hubraum und 8 bis 9 PS Leistung. 1909 kam der VC 2 dazu, dessen Motor 9 PS leistete. Nachfolger dieser drei Modelle, die bis 1910 produziert wurden, war der VC 3, der nur 1911 angeboten wurde. Er hatte den gleichen Motor wie der VC 2.
Zwischen 1908 und 1909 gab es außerdem die Modelle VY und VY 2. Ihr Einzylindermotor leistete 12 PS aus 1841 cm³ Hubraum. Sie waren nur als Sportwagen und Rennwagen lieferbar.

### Zweizylindermodelle
1910 erschienen zusätzlich zwei Modelle mit V2-Motor, der V 2 C 2, dessen Motor aus 1325 cm³ Hubraum 12 PS leistete, und der V 2 Y 2 mit 1702 cm³ Hubraum und 18 PS. Im folgenden Jahr wurden sie durch V 2 C 3 und V 2 Y 3 ersetzt. Motorisch entsprachen sie den Vorgängermodellen. Auch die Produktion dieser Modellreihe endete 1911.

### Vierzylindermodelle
1912 erschien als Nachfolgemodell des V 2 Y 3 der V 4 C 3. Es war das erste Modell mit einem V4-Motor. Er leistete aus 1725 cm³ Hubraum 9 PS. 1913 folgte der VD, auch V 4 D genannt. Er hatte einen größeren Motor mit 1888 cm³ Hubraum und 10 PS. 1915 wiederum folgte als letztes Modell dieser Modellreihe, der VD 2 mit dem gleichen Motor. Im selben Jahr endete die Produktion. Der VD 4 D von 1914 blieb ein Prototyp.

### BP-Reihe
Die BP-Reihe war die letzte Modellreihe. Zu ihr gehörten die Modelle BP 1, B 3 P 1 und B 4 P 1. Dieses Modell wurde mit Hilfe von Ettore Bugatti als Nachfolger des Peugeot Typ 69 entwickelt. 3095 Stück des auch Bébé genannten Typs wurden von 1913 bis 1916 produziert. Der Vierzylinder-Viertaktmotor leistete aus 855 cm³ Hubraum 10 PS. Bei einem Radstand von 1800 mm und einer Spurbreite von 1050 mm war der Wagen 2620 mm lang, 1500 mm breit und 1620 mm hoch. Die Karosserieform bot Platz für zwei Personen.

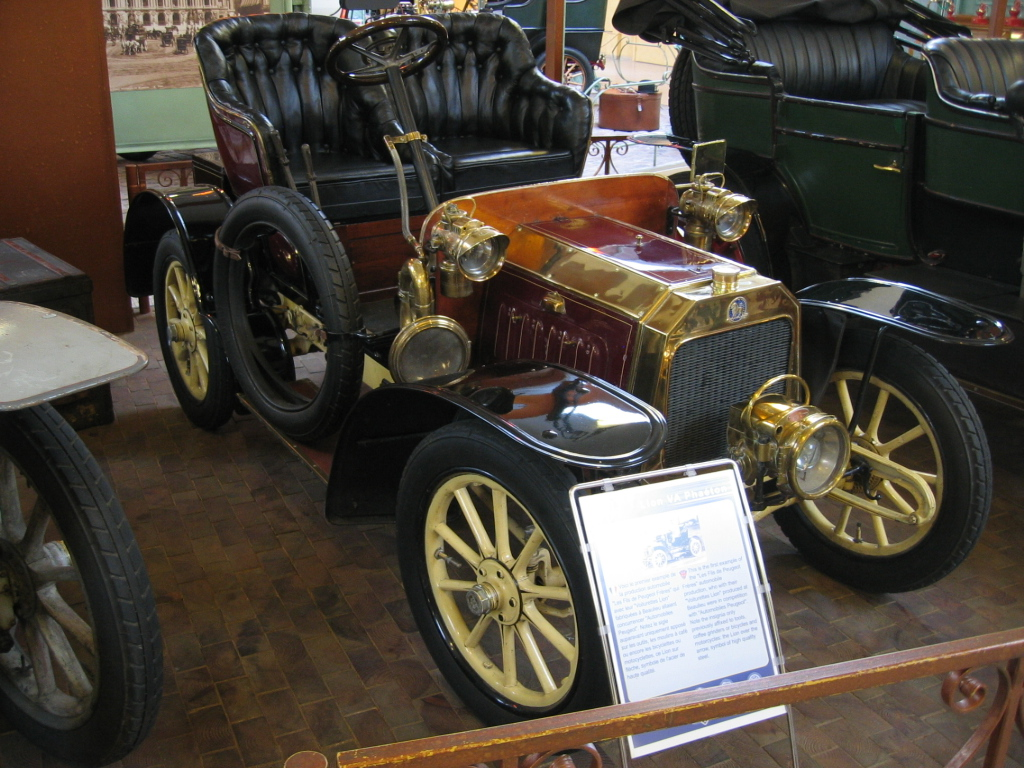
VA von 1907
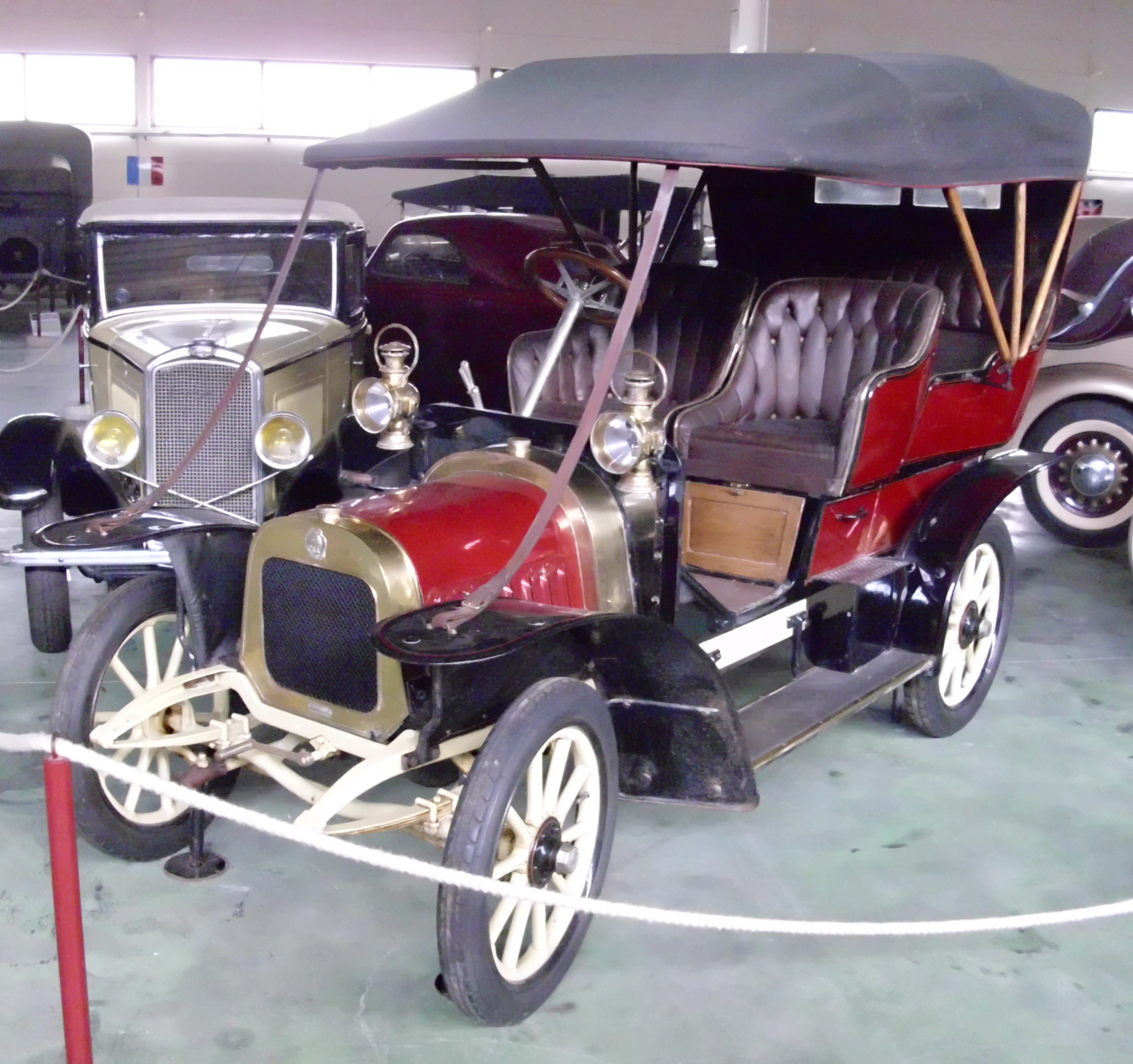
VC 1 von 1908 bis 1909
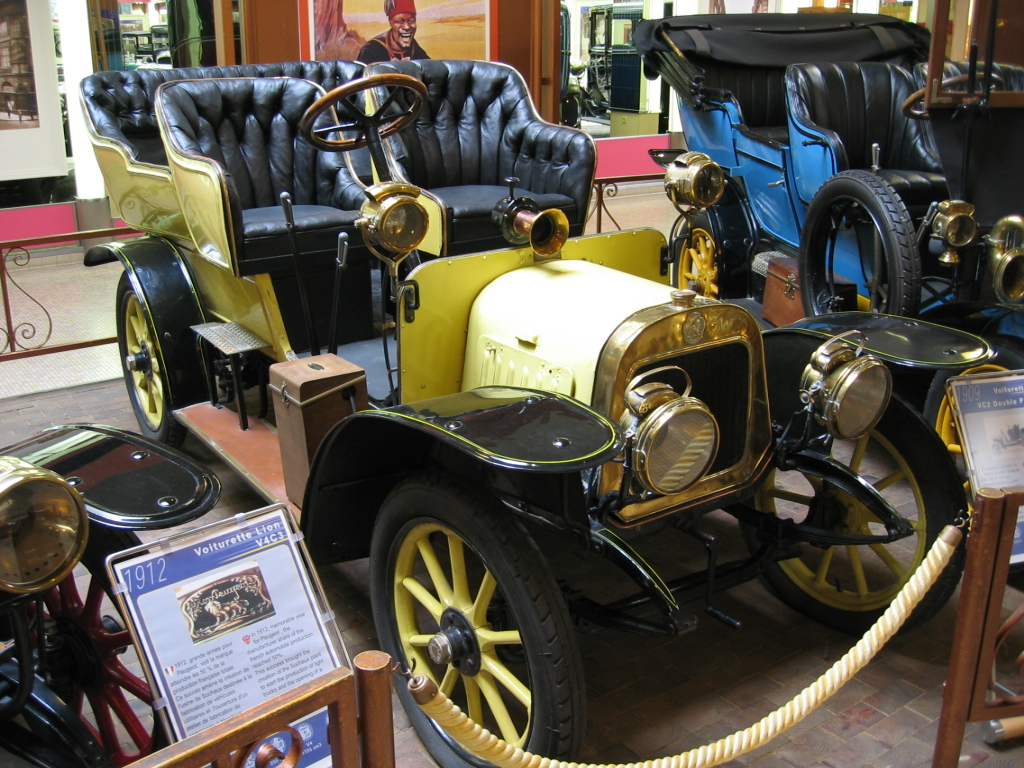
VC 2 von 1909
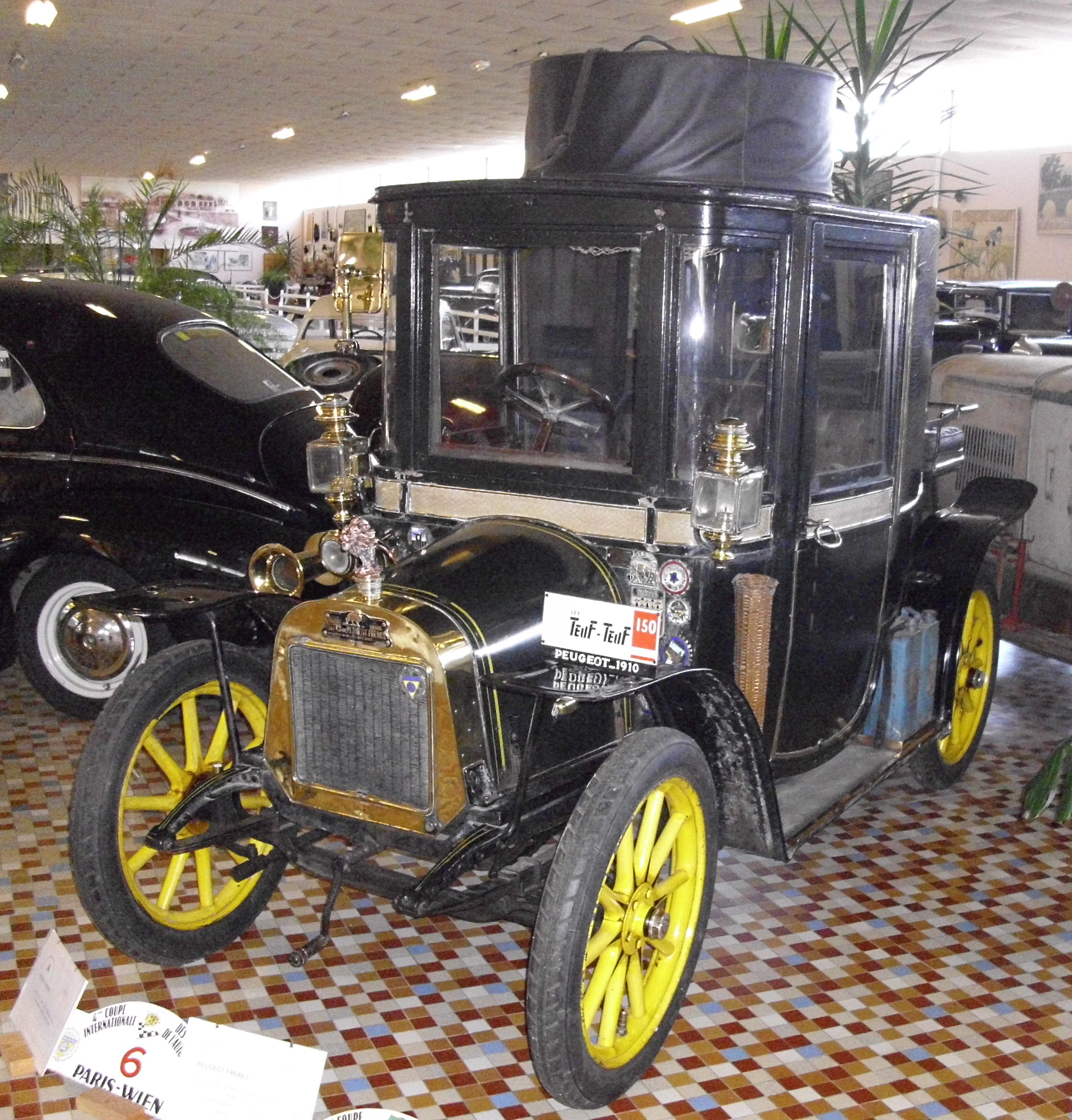
V 2 C 2 von 1910
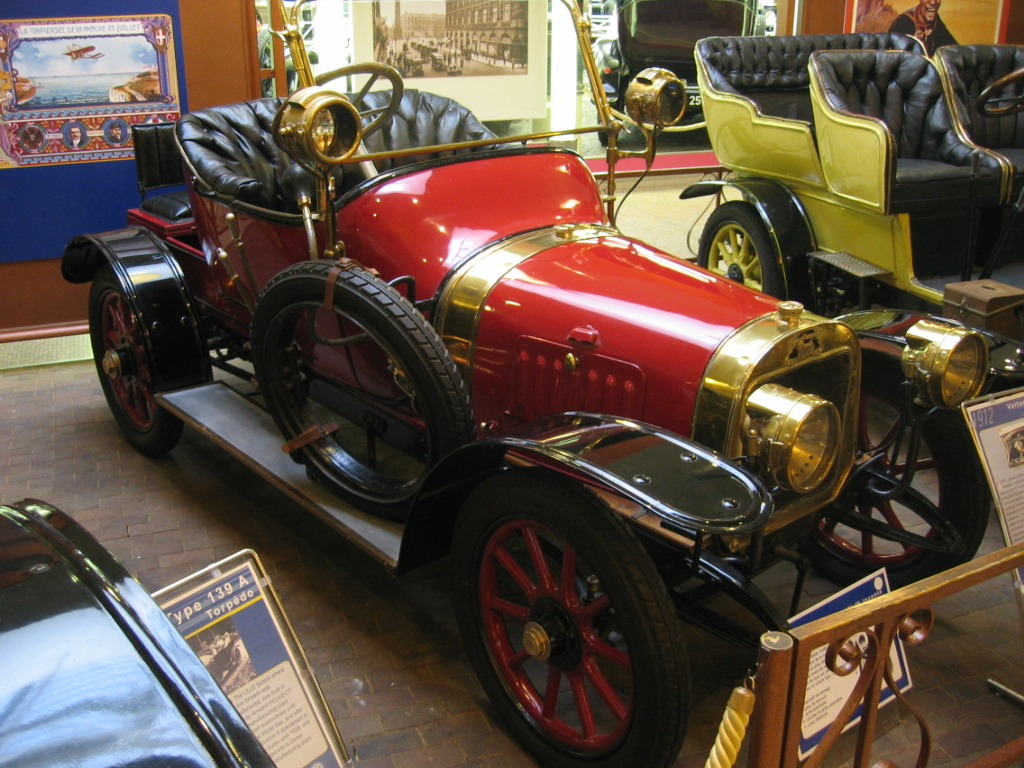
V 4 C 3 von 1912
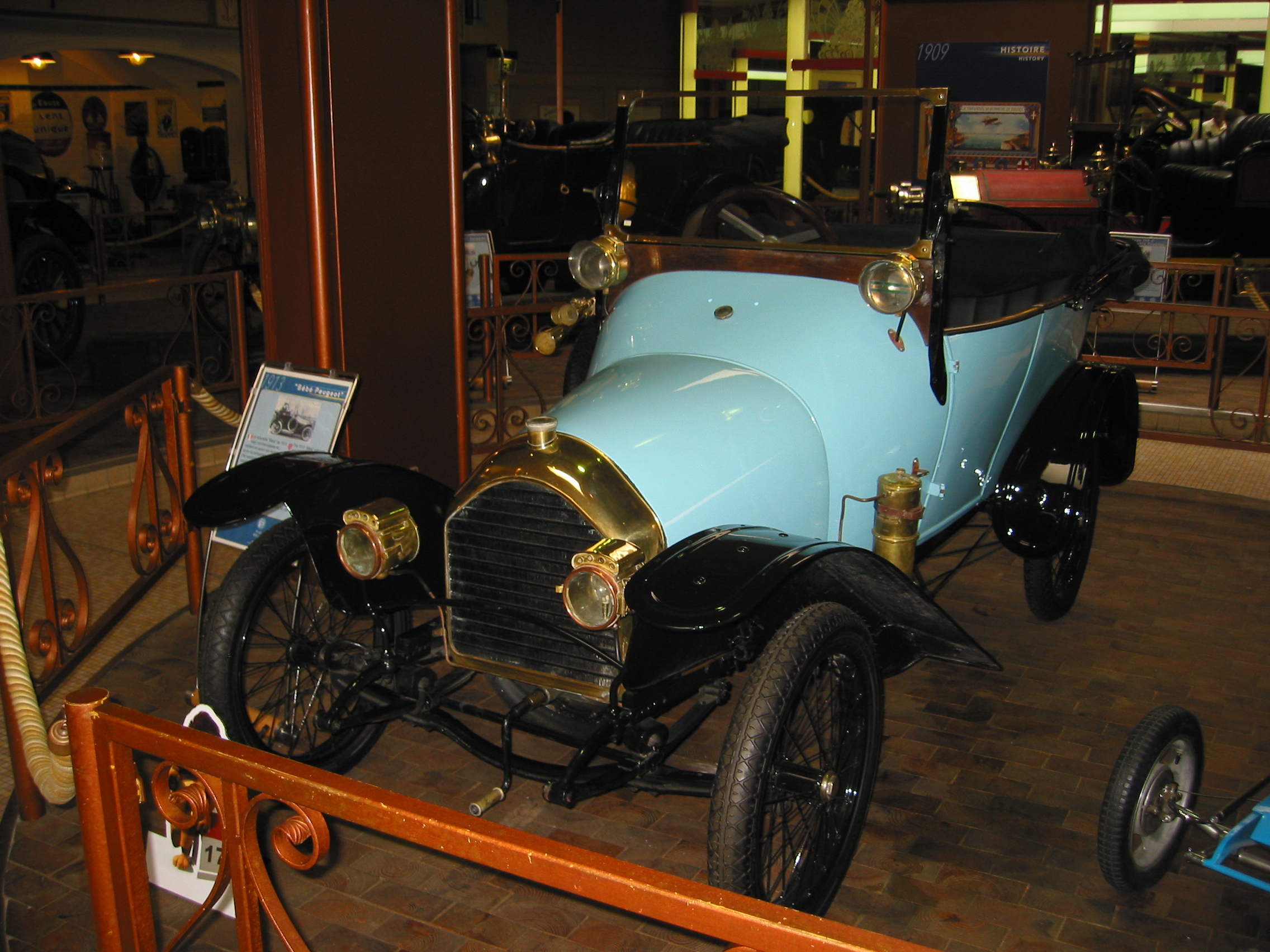
BP von 1913

## Autorennen
Für den Rennsport wurden teilweise spezielle Fahrzeuge und Motoren entwickelt.